# Jean-François Thierry
Pour les articles homonymes, voir Thierry.
Jean François Thierry, né le 6 novembre 1735 à Thiaucourt (Meurthe-et-Moselle), mort le 23 août 1807 à Paris, est un général français de la Révolution et de l’Empire.

## États de service
Il entre en service le 13 février 1754 comme soldat au régiment de Picardie, il passe sergent le 26 avril 1756, et de 1757 à 1762 il fait les campagnes en Allemagne. Il devient fourrier le 24 septembre 1775, sergent-major le 16 juin 1779, porte-drapeau le 10 mai 1780, et sous-lieutenant le 1er avril 1791. Il est nommé lieutenant le 12 mai 1791 et il sert de 1792 à 1794 à l’armée du Nord. Il reçoit son brevet de capitaine le 12 juillet 1792 au 2e régiment d’infanterie, celui de lieutenant-colonel le 9 avril 1793, et celui de chef de brigade le 26 août 1793.
Il est promu général de brigade provisoire le 21 décembre 1793, le 26 décembre il prend le commandement de la place de Lille, et il est confirmé dans son grade le 14 juin 1794. Il est élevé au grade de général de division le 6 août 1794 et le 9 août il est nommé commandant de la 17e division militaire à Paris. Le 13 juin 1795, il n’est pas compris dans la réorganisation des états-majors, et il est mis en congé de réforme . 
Le 9 juillet 1795, il est remis en activité avec le grade de général de brigade à l'armée de l’Intérieur, et le 8 octobre suivant il est mis en non activité. Le 30 mars 1796 il est rappelé au service actif comme général de division commandant la 2e division militaire, et le 13 février 1797 il est mis en congé de réforme. Il est admis à la retraite le 18 mars 1801, et il est fait chevalier de la Légion d’honneur le 29 mars 1805.
Il meurt le 23 août 1807, à Paris.

## Sources
- (en) « Generals Who Served in the French Army during the Period 1789 - 1814: Eberle to Exelmans »
- Étienne Charavay, Correspondance générale de Carnot, tome 2, imprimerie Nationale, 1892, p. 232.
- (pl) « Napoléon.org.pl »
- Georges Six, Dictionnaire biographique des généraux & amiraux français de la Révolution et de l'Empire (1792-1814) Paris : Librairie G. Saffroy, 1934, 2 vol. P.494